# Jules Furthman

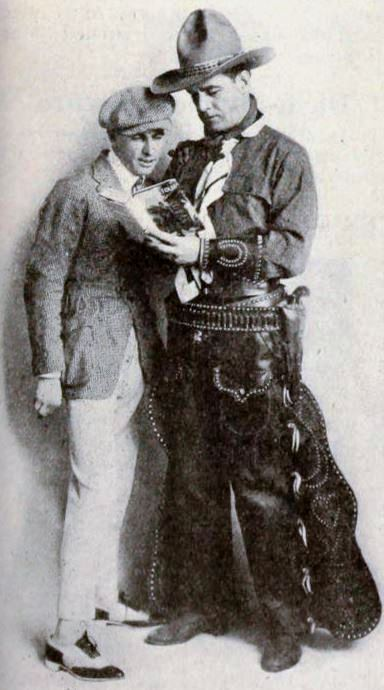
Jules Furthman (a sinistra) con l'attore William Russell nel maggio 1919

Jules Furthman talvolta citato sotto gli pseudonimi Julius G. Furthman, Jules Grinnell Furthmann e Stephen Fox, (Chicago, 5 marzo 1888 – Oxford, 22 settembre 1966) è stato uno scrittore e sceneggiatore statunitense.

## Biografia
Furthman nacque a Chicago. Suo fratello era lo scrittore Charles Furthman. Durante la prima guerra mondiale scrisse sotto lo pseudonimo di "Stephen Fox" poiché pensava che Furthman suonasse troppo tedesco. 
Scrisse sceneggiature per numerosi film importanti o popolari, tra cui The Docks of New York (1928), Thunderbolt (1929), Merely Mary Ann (1931), Shanghai Express (1932), Bombshell (1933), Mutiny on the Bounty (1935), Come and Get It (1936), Only Angels Have Wings (1939), To Have and Have Not (1944), The Big Sleep (1946) e Nightmare Alley (1947). Scrisse sceneggiature accreditate per otto film diretti da Josef von Sternberg e altrettante per Howard Hawks.
Venne candidato a un Academy Award per la scrittura di una sceneggiatura adattata per Mutiny on the Bounty.
Nel 1920 sposò l'attrice Sybil Seely, che recitò in cinque film diretti da Buster Keaton. Lei e Furthman ebbero un figlio nel 1921 e subito dopo ella si ritirò dalla recitazione nel 1922. 
Furthman morì di emorragia cerebrale nel 1966 a Oxford, Oxfordshire, Regno Unito. I suoi resti furono portati negli Stati Uniti e sepolti nel cimitero di Forest Lawn Memorial Park a Glendale in California.

## Eredità
Pauline Kael scrisse che Furthman "ha scritto circa la metà dei film più divertenti usciti da Hollywood".
Nel programma televisivo britannico Scene By Scene, il conduttore Mark Cousins ha detto a Lauren Bacall: "Furthman ha scritto alcune delle tue battute migliori e ha anche scritto per lei (Marlene Dietrich), quelle battute sexy e ambigue". Lauren Bacall rispose: "Lo ha fatto? Beh, questo non lo sapevo. Una volta ho chiesto a Howard Hawks perché aveva usato Furthman; poiché non ha scritto l'intera sceneggiatura. E lui (Hawks) ha detto: "Se ci sono cinque modi per interpretare una scena, lui (Furthman) ne scriverà un sesto". E, naturalmente, questo ha perfettamente senso ed è esattamente quello che ha fatto Furthman. Faceva sempre il giro sul retro e all'improvviso c'era una piccola sorpresa." 

## Filmografia
- Steady Company (1915) (soggetto) (come Julius G. Furthman)
- Bound on the Wheel (1915) (soggetto) (as Julius G. Furthman)
- Chasing the Limited (1915) (sceneggiatura)
- Mountain Justice (1915) (soggetto) (come Julius G. Furthman)
- A Fiery Introduction (1915) (soggetto) (come Julius G. Furthman)
- Quits (1915) (come Julius G. Furthman)
- The Little Blonde in Black (1915)
- High Play (1917) (scenario) (come Jules Grinnell Furthmann)
- The Frame-Up (1917)
- The Shackles of Truth (1917) (soggetto) (come Julius Grinnell Furthman)
- The Masked Heart (1917) (soggetto) (come Julius Grinnell Furthmann)
- Souls in Pawn (1917) (soggetto)
- The Mantle of Charity (1918) (come Stephen Fox)
- A Camouflage Kiss (1918) (come Stephen Fox)
- Hearts or Diamonds? (1918)
- Up Romance Road (1918) (com Stephen Fox)
- A Japanese Nightingale (1918)
- Hobbs in a Hurry (1918) (sceneggiatura) (come Stephen Fox)
- All the World to Nothing (1918) (come Stephen Fox)
- Wives and Other Wives (1918) (come Stephen Fox)
- When a Man Rides Alone (1919) (come Stephen Fox)
- Where the West Begins (1919)
- Brass Buttons (1919) (come Stephen Fox)
- Some Liar (1919) (sceneggiatura) (come Stephen Fox)
- A Sporting Chance, regia di Henry King (1919)
- This Hero Stuff (1919) (soggetto) (come Stephen Fox)
- Six Feet Four (1919) (come Stephen Fox)
- Victory (1919) (come Stephen Fox)
- The Lincoln Highwayman (1919) (adattamento)
- The Beloved Cheater (1919) (soggetto) (come Steven Fox)
- Would You Forgive? (1920)
- The Valley of Tomorrow (1920) (come Stephen Fox)
- L'isola del tesoro (Treasure Island), regia di Maurice Tourneur (1920)
- Leave It to Me (1920) (sceneggiatura)
- Twins of Suffering Creek (1920) (sceneggiatura)
- A Sister to Salome (1920)
- The Great Redeemer (1920) (adattamento)
- The White Circle (1920)
- The Man Who Dared (1920) (come Julius G. Furthman)
- The Skywayman (1920)
- The Texan (1920) (sceneggiatura)
- The Iron Rider (1920) (sceneggiatura)
- The Land of Jazz (1920)
- High Gear Jeffrey (1921)
- The Cheater Reformed (1921)
- The Big Punch (1921)
- The Blushing Bride (1921)
- Colorado Pluck (1921)
- Singing River (1921)
- The Last Trail (1921)
- The Roof Tree (1921)
- Pawn Ticket 210 (1922)
- Gleam O'Dawn (1922)
- The Ragged Heiress (1922)
- Arabian Love (1922)
- The Yellow Stain (1922)
- Strange Idols (1922)
- Calvert's Valley (1922)
- The Love Gambler (1922)
- A California Romance (1922)
- Lovebound (1923)
- St. Elmo (1923)
- North of Hudson Bay (1923)
- The Acquittal (1923)
- Condemned (1923)
- Try and Get It (1924) (adattamento)
- Call of the Mate (1924)
- Romola (1924)
- Sackcloth and Scarlet (1925)
- Any Woman (1925)
- Before Midnight (1925)
- Big Pal (1925)
- The Wise Guy (1926)
- You'd Be Surprised (1926)
- Hotel Imperial (1927)
- The Love Wager (1927)
- Casey at the Bat (1927)
- Fashions for Women (1927)
- The Way of All Flesh (1927)
- Barbed Wire (1927)
- The City Gone Wild (1927)
- Abie's Irish Rose (1928)
- The Drag Net (1928)
- The Docks of New York (1928)
- The Case of Lena Smith (1929)
- Thunderbolt (1929) (soggetto)
- New York Nights (1929) (adattamento)
- For the Defense (1930) (soggetto)
- Common Clay (1930)
- Renegades (1930) (adattamento)
- Morocco (1930) (adattamento)
- Body and Soul (1931)
- Cuerpo y alma (1931)
- Merely Mary Ann (1931)
- The Yellow Ticket (1931)
- Over the Hill (1931)
- Shanghai Express (1932)
- Blonde Venus (1932) (soggetto) (non accreditato)
- Bombshell (1933)
- China Seas (1935)
- Mutiny on the Bounty (1935)
- Come and Get It (1936)
- Spawn of the North (1938)
- Only Angels Have Wings (1939)
- Zaza (1939) (non accreditato)
- The Way of All Flesh (1940) (soggetto)
- The Shanghai Gesture (1941)
- The Outlaw (1943)
- To Have and Have Not (1944)
- The Big Sleep (1946)
- Moss Rose (1947)
- Nightmare Alley (1947)
- Pretty Baby (1950) (soggetto)
- Peking Express (1951)
- Jet Pilot (1957)
- Rio Bravo (1959)